# جبل تذرع
جبل تذرع عبارة عن جبل بركاني خامد يقع غرب السعودية، ويقع تحديداً في حرة عويرض الواقعة بين منطقتي المدينة المنورة وتبوك. يبلغ ارتفاع الجبل نحو 1581 م.